# Бараево
Бараево (на сръбски: Барајево) е село в Сърбия, Белградски окръг. Административен център е на Община Бараево.

## География
Разположено е южно от столицата Белград. През селото минава Бараевска река.

## История
За пръв път селото е споменато в турски регистър от 1536 г. с името Барай (на сръбски: Барај).

## Население
Населението на Бараево възлиза на 9158 души (2011 г.).
Етнически състав (2002 г.):
- сърби – 7705 души (92,55%)
- цигани – 81 души (0,97%)
- черногорци – 76 души (0,91%)
- югославяни – 52 души (0,62%)
- мюсюлмани – 37 души (0,44%)
- горанци – 37 души (0,44%)
- хървати – 23 души (0,27%)
- македонци – 22 души (0,26%)
- албанци – 9 души (0,10%)
- словенци – 6 души (0,07%)
- унгарци – 6 души (0,07%)
- българи – 6 души (0,07%)
- други – 19 души (0,19%)
- недекларирали – 122 души (1,46%)

По данни от преброяването на населението през 2011 година в селото живеят 9336 жители, 137 от тях са в чужбина (1,5%), а постоянно живеят 9185 жители. 3006 домакинства са разположени в 4609 жилища.